# Liste der Brücken über den Schächen
Die Liste der Brücken über den Schächen enthält die Schächen-Brücken vom Quellgebiet unterhalb des Chammlibergs auf dem Gemeindegebiet Unterschächen bis zur Mündung in die Reuss bei Attinghausen.

## Brückenliste
43 Brücken überspannen den Fluss: 17 Strassenbrücken, 13 Fussgänger- und Velobrücken, 7 Feldwegbrücken, 3 Loipenbrücken, ein Aquädukt, eine Eisenbahnbrücke und eine Geröllsperre.
| Bild | Name                                           | Ort                  | Lage | Funktion                                          | Konstruktion      | Material    | Länge in m | Höhe m ü. M. | Bemerkungen |
| ---- | ---------------------------------------------- | -------------------- | ---- | ------------------------------------------------- | ----------------- | ----------- | ---------- | ------------ | --- |
|      | Steg bei Unter Griess (über den Stäuben)       | Unterschächen        |      | Fussgängerbrücke mit Metalltor                    | Balkenbrücke      | Stahl Holz  | 13         | 2007         | Bergwanderweg (naturkundlicher Höhenweg von Oberalp zum Klausenpass) |
|      | Steg bei Blackenboden (über den Stäuben)       | Unterschächen        |      | Fussgängerbrücke mit Metalltor                    | Balkenbrücke      | Stahl Beton | 10         | 1611         | Bergwanderweg (vom Kraftort Äsch nach Oberalp) |
|      | Äsch-Brücke (über den Stäuben)                 | Unterschächen        |      | Feldwegbrücke                                     | Balkenbrücke      | Beton       | 6          | 1236         | Bergwanderweg Bei der Alp Äsch ist der rund 100 m hohe Stäuben Wasserfall gut ersichtlich. Das Gebiet nördlich von Äsch ist im Bundesinventar der Trockenwiesen und -weiden von nationaler Bedeutung verzeichnet. |
|      | Wehrsteg (über den Vorder Schächen)            | Unterschächen        |      | Fussgängerbrücke                                  | Balkenbrücke      | Stahl       | 15         | 1205         | Steinschlaggefahr: Durchgang verboten Übergang ist nicht behindertengerecht (Treppen). |
|      | Rüti-Steg (über den Vorder Schächen)           | Unterschächen        |      | Fussgängerbrücke mit Metalltoren                  | Balkenbrücke      | Stahl Holz  | 14         | 1115         | Das Bauwerk befindet sich im national geschützten Auengebiet Rüti. |
|      | Rüti-Brücke (über den Vorder Schächen)         | Unterschächen        |      | Feldwegbrücke                                     | Balkenbrücke      | Stahl       | 15         | 1104         | Die Brücke wurde 2015 erstellt. Das Bauwerk befindet sich im national geschützten Auengebiet Rüti. |
|      | Lauwiberg-Brücke (über den Vorder Schächen)    | Unterschächen        |      | Feldwegbrücke                                     | Balkenbrücke      | Stahl Holz  | 12         | 1093         | Allgemeines Fahrverbot Östlich befindet sich das national geschützte Auengebiet Rüti. |
|      | Schwanden-Brücke (über den Vorder Schächen)    | Unterschächen        |      | Feldwegbrücke ohne Geländer                       | Balkenbrücke      | Stahl Holz  | 10         | 1070         | Höchstgewicht 18 t |
|      | Ribi-Brücke (über den Vorder Schächen)         | Unterschächen        |      | Feldwegbrücke                                     | Balkenbrücke      | Stahl       | 8          | 1055         | Fahrverbot für Motorwagen, Motorräder und Motorfahrräder Felssturzgefahr: Strasse für Motorfahrzeuge ohne Bewilligung gesperrt (Stand 2023) Höchstgewicht 20 t Bergwanderweg Die Strasse führt zum Kraftort Äsch. |
|      | Steg beim Ribistutz (über den Vorder Schächen) | Unterschächen        |      | Fussgängerbrücke                                  | Balkenbrücke      | Holz        | 10         | 1022         | Die Brücke wurde 2021 erstellt. |
|      | Langlauf-Brücke (über den Vorder Schächen)     | Unterschächen        |      | Loipenbrücke                                      | Balkenbrücke      | Stahl Holz  | 10         | 1001         | Brücke wird im Winter aufgebaut zur Querung einer Langlaufloipe. Langlaufen-Route 480 Unterschächen-Loipe (Unterschächen, Langlaufzentrum – Unterschächen, Langlaufzentrum) |
|      | Langlauf-Brücke (über den Vorder Schächen)     | Unterschächen        |      | Loipenbrücke                                      | Balkenbrücke      | Stahl Holz  | 10         | 1001         | Brücke wird im Winter aufgebaut zur Querung einer Langlaufloipe. Langlaufen-Route 480 Unterschächen-Loipe (Unterschächen, Langlaufzentrum – Unterschächen, Langlaufzentrum) |
|      | Bielen-Brücke (über den Vorder Schächen)       | Unterschächen        |      | Strassenbrücke (zweispurig)                       | Balkenbrücke      | Beton       | 21         | 995          | Die Brücke wurde anfangs der 1970er Jahre erstellt. Höchstgeschwindigkeit 40 km/h Mountainbike-Route 414 Brunnital Bike (Altdorf–Altdorf) |
|      | Schulhausbrücke (über den Vorder Schächen)     | Unterschächen        |      | Strassenbrücke (zweispurig)                       | Balkenbrücke      | Beton       | 10         | 993          | Hochwasserschutz wurde im Bereich der Schulhausbrücke 2017 verbessert. Höchstgeschwindigkeit 50 km/h |
|      | Grenchnerweg-Brücke (über den Vorder Schächen) | Unterschächen        |      | Strassenbrücke (einspurig) mit Metalltor          | Balkenbrücke      | Beton       | 9          | 989          | Höchstgeschwindigkeit 50 km/h Höchstgewicht 8,5 t Der Wanderweg «Grenchnerweg» wurde in den 1970er Jahren von der Grenchner Jugend gebaut. |
|      | Langlauf-Brücke (über den Vorder Schächen)     | Unterschächen        |      | Loipenbrücke                                      | Balkenbrücke      | Stahl Holz  | 15         | 988          | Der Loipen-Übergang wurde 2015 erstellt. Das Raiffeisen Langlaufzentrum Unterschächen wurde 2017 eingeweiht. Langlaufen-Route 480 Unterschächen-Loipe (Unterschächen, Langlaufzentrum – Unterschächen, Langlaufzentrum) |
|      | Aquädukt-Brücke                                | Unterschächen        |      | Aquäduktbrücke mit Fussgängersteg                 | Fachwerkbrücke    | Stahl       | 18         | 988          | Eine Wasserdruckleitung vom Ausgleichsbecken Leematt zum Kraftwerk Schächen in Bürglen führt über die Werkbrücke. |
|      | Wehrbrücke (Werkstrasse)                       | Unterschächen        |      | Strassenbrücke (einspurig)                        | Talsperre         | Beton       | 32         | 985          | Höchstgeschwindigkeit 50 km/h Höchstgewicht 12 t |
|      | Steg bei Schachen                              | Spiringen            |      | Fussgängerbrücke                                  | Fachwerkbrücke    | Stahl       | 24         | 906          | Rund 400 m flussaufwärts beginnt das national geschützte Auengebiet Unterschächen-Spiringen. |
|      | Holzboden-Brücke                               | Spiringen            |      | Strassenbrücke (einspurig)                        | Balkenbrücke      | Beton       | 23         | 827          | Zufahrt zum Sportplatz Holzboden und zur Talstation der Luftseilbahn Holzboden–Sulzbach. Bergwanderweg |
|      | Steg bei Spielmattli                           | Spiringen            |      | Fussgänger- und Velobrücke                        | Bogenbrücke       | Stahl       | 21         | 767          | Fahrverbot für Motorwagen, Motorräder und Motorfahrräder Höchstgewicht 3,5 t Wanderland-Route 1 Via Alpina Etappe 6 (Urner Boden–Altdorf) |
|      | Steg bei Grindli                               | Bürglen              |      | Feldwegbrücke                                     | Balkenbrücke      | Stahl       | 20         | 722          | Wanderland-Route 55 Via Suworow Etappe 5 (Altdorf–Biel-Chinzig) |
|      | Hinter Ennetschächen-Brücke                    | Bürglen              |      | Feldwegbrücke                                     | Balkenbrücke      | Stahl       | 21         | 693          | Wanderland-Route 1 Via Alpina Etappe 6 (Urner Boden–Altdorf) und Route 55 Via Suworow Etappe 5 (Altdorf–Biel-Chinzig) |
|      | Vorder Ennetschächen-Brücke                    | Bürglen              |      | Strassenbrücke (einspurig)                        | Balkenbrücke      | Stahl       | 23         | 653          | |
|      | Klausenstrasse-Brücke                          | Bürglen              |      | Strassenbrücke (zweispurig) mit Trottoir 556      | Balkenbrücke      | Beton       | 36         | 638          | Höchstgeschwindigkeit 60 km/h AAGU-Buslinien 402 (Brügg – Bürglen – Altdorf – Attinghausen) und 403 (Brügg – Bürglen – Altdorf – Seedorf) PostAuto-Buslinie 408 (Altdorf – Bürglen – Unterschächen – Klausen Passhöhe – Linthal). Sie verkehrt nur saisonal im Sommer über den Klausenpass nach Linthal. Mountainbike-Route 414 Brunnital Bike (Altdorf–Altdorf) und Route 416 Schächental Bike (Altdorf–Altdorf) Veloland-Route 4 Alpenpanorama-Route (Etappe 3 Glarus–Flüelen) |
|      | Brügg-Brücke                                   | Bürglen              |      | Strassenbrücke (einspurig)                        | Stein-Bogenbrücke | Stein       | 35         | 636          | Einbahnstrasse (Fahrtrichtung Klausenstrasse) Einfahrt verboten (Fahrtrichtung Brügg) AAGU-Buslinien 402 (Brügg – Bürglen – Altdorf – Attinghausen) und 403 (Brügg – Bürglen – Altdorf – Seedorf) PostAuto-Buslinie 408 (Linthal – Klausen Passhöhe – Unterschächen – Bürglen – Altdorf). Sie verkehrt nur saisonal im Sommer von Linthal über den Klausenpass. Wanderland-Route 55 Via Suworow Etappe 5 (Altdorf–Biel-Chinzig) |
|      | Alte Brücke                                    | Bürglen              |      | Fussgängerbrücke                                  | Stein-Bogenbrücke | Stein       | 25         | 636          | Die Steinbogenbrücke wurde 1582 erstellt. Das Bauwerk wurde 1979 restauriert. Die Brücke am alten Klausenweg ist ein Kulturgut von regionaler Bedeutung. |
|      | Geschiebesammler Stiglisbrücke                 | Bürglen              |      | Bachverbauung                                     | Geröllsperre      | Beton       | 40         | 597          | Der Geschiebesammler wurde 1979–1982 erstellt. Im Nachgang des Hochwasserereignisses im August 2005 wurde ein hydraulisch verschliessbares Organ eingebaut, das sich im Unterlauf auch während eines Ereignisses regulieren lässt. |
|      | Kapellenweg-Brücke                             | Bürglen              |      | Strassenbrücke (einspurig)                        | Balkenbrücke      | Stahl Holz  | 13         | 596          | Allgemeines Fahrverbot Es ist gefährlich, sich im Flussbett aufzuhalten. Die Wasserkraftanlagen können jederzeit ein plötzliches Hochwasser verursachen, auch bei schönem Wetter! Wanderland-Route 1 Via Alpina Etappe 6 (Urner Boden–Altdorf) und Route 55 Via Suworow Etappe 5 (Altdorf–Biel-Chinzig) |
|      | Spiss-Brücke                                   | Bürglen              |      | Strassenbrücke (einspurig)                        | Balkenbrücke      | Beton       | 25         | 536          | Mountainbike-Route 401 Unterland Bike (Altdorf–Altdorf) Bergwanderweg |
|      | Hartolfingerbrücke (Klausenstrasse)            | Bürglen              |      | Strassenbrücke (zweispurig) mit Trottoirs         | Bogenbrücke       | Stein Beton | 30         | 517          | Die ursprüngliche Steinbrücke wurde 1867 erstellt. Die Brücke ist in den 1960er Jahren verbreitert worden. Höchstgeschwindigkeit 50 km/h AAGU-Buslinien 402 (Brügg – Bürglen – Altdorf – Attinghausen) und 403 (Brügg – Bürglen – Altdorf – Seedorf) PostAuto-Buslinie 408 (Altdorf – Bürglen – Unterschächen – Klausen Passhöhe – Linthal). Sie verkehrt nur saisonal im Sommer über den Klausenpass nach Linthal. Veloland-Route 4 Alpenpanorama-Route (Etappe 3 Glarus–Flüelen) Wanderland-Route 1 Via Alpina Etappe 6 (Urner Boden–Altdorf) und Route 55 Via Suworow Etappe 5 (Altdorf–Biel-Chinzig) Während des Zweiten Weltkriegs wurde an der Brücke von der Schweizer Armee ein Sprengobjekt angebracht.     |
|      | Brücke bei Hartolfingen                        | Bürglen              |      | Fussgängerbrücke                                  | Balkenbrücke      | Stahl       | 21         | 509          | |
|      | Fussgängerbrücke beim Galgenwäldli (im Bau)    | Schattdorf – Bürglen |      | Fussgängerbrücke                                  | Balkenbrücke      | Stahl       | 30         | 484          | Mit dem Bau der neuen West-Ost-Verbindungsstrasse (WOV) wird dieser Übergang erstellt. |
|      | Gotthardstrasse-Brücke                         | Schattdorf – Bürglen |      | Strassenbrücke (zweispurig) mit Trottoirs         | Bogenbrücke       | Beton       | 30         | 484          | Mit dem Bau der neuen West-Ost-Verbindungsstrasse (WOV) wird die Brücke angepasst. Höchstgeschwindigkeit 50 km/h AAGU-Buslinien 401 (Göschenen – Amsteg – Altdorf – Flüelen – Gruonbach) und 412 (Amsteg – Erstfeld – Schattdorf – Altdorf) Mountainbike-Route 401 Unterland Bike (Altdorf–Altdorf), Route 413 Haldi Bike (Altdorf–Altdorf), Route 414 Brunnital Bike (Altdorf–Altdorf) und Route 416 Schächental Bike (Altdorf–Altdorf) Die hydrometrische Messstation Schächen – Bürglen, Galgenwäldli (2491) vom Bundesamt für Umwelt (BAFU) befindet sich 40 m flussaufwärts auf der rechten Flussseite. An der Schächenbrücke wurde 2004 zusätzlich ein Radarpegel zur Aufzeichnung der Abflusshöhe angebracht. |
|      | West-Ost-Verbindungsstrasse-Brücke (im Bau)    | Schattdorf – Bürglen |      | Strassenbrücke (zweispurig)                       | Balkenbrücke      | Beton       | 40         | 484          | Mit dem Bau der neuen West-Ost-Verbindungsstrasse (WOV) wird dieser Übergang erstellt. Die WOV und der A2-Halbanschluss Altdorf Süd können voraussichtlich im Herbst 2025 in Betrieb gehen. |
|      | Steg beim RUAG Areal                           | Schattdorf – Bürglen |      | Fussgängerbrücke                                  | Balkenbrücke      | Stahl       | 25         | 474          | |
|      | RUAG Areal-Brücke                              | Schattdorf – Bürglen |      | Strassenbrücke (zweispurig)                       | Balkenbrücke      | Beton       | 30         | 466          | Im Rahmen des Hochwasserschutzprojektes Urner Talboden wurde die Brücke 2009 ersetzt. Zufahrt zum Industriepark Altdorf. |
|      | RUAG Areal-Steg                                | Schattdorf – Bürglen |      | Fussgängerbrücke                                  | Balkenbrücke      | Beton       | 25         | 456          | Privater Übergang mit elektronischer Zugangsschranke. Rauchen verboten Zutritt für Unbefugte verboten: ab hier gilt eine Ausweispflicht, Areal wird videoüberwacht. |
|      | RUAG Areal-Brücke                              | Schattdorf – Bürglen |      | Strassenbrücke (einspurig)                        | Druckbrücke       | Beton       | 40         | 453          | Im Rahmen des Hochwasserschutzprojektes Urner Talboden wurde die Brücke 2009 ersetzt. Einfahrt ist durch elektronische Barriere geregelt. Rauchen verboten, auch im Fahrzeug Zutritt für Unbefugte verboten: ab hier gilt eine Ausweispflicht, Areal wird videoüberwacht. Zufahrt zum Industriepark Altdorf. |
|      | Umfahrungsstrasse-Brücke                       | Schattdorf – Bürglen |      | Strassenbrücke (zweispurig) mit Fuss- und Veloweg | Druckbrücke       | Beton       | 40         | 453          | Im Rahmen des Hochwasserschutzprojektes Urner Talboden wurde die Brücke 2009 ersetzt. Höchstgeschwindigkeit 60 km/h AAGU-Buslinie 405 (Schattdorf – Altdorf – Isenthal) |
|      | SBB-Brücke                                     | Schattdorf – Bürglen |      | Eisenbahnbrücke (dreigleisig)                     | Druckbrücke       | Beton       | 40         | 453          | Im Rahmen des Hochwasserschutzprojektes Urner Talboden wurde die Brücke 2009 ersetzt. Höchstgeschwindigkeit 140 km/h Gotthardbahn (Bahnstrecke Immensee–Chiasso) |
|      | Attinghausenviadukt (Autobahn A2)              | Schattdorf – Bürglen |      | Autobahnbrücke (vierspurig)                       | Balkenbrücke      | Beton       | 200        | 450          | Höchstgeschwindigkeit 120 km/h Das Bauwerk überquert auch die Attinghauserstrasse sowie ein Fuss- und Veloweg. |
|      | Steg bei Mündung in die Reuss                  | Schattdorf – Bürglen |      | Fussgänger- und Velobrücke                        | Balkenbrücke      | Stahl Beton | 28         | 449          | Mountainbike-Route 402 Talboden Bike (Altdorf–Altdorf) Veloland-Route 3 Nord-Süd-Route (Etappe 4 Flüelen–Andermatt) Wanderweg |